# Mobile Suit Gundam: The 08th MS Team
Mobile Suit Gundam: The 08th MS Team (機動戦士ガンダム 第08MS小隊, Kidō Senshi Gandamu Dai Zerohachi Emu Esu Shōtai) is een 12 afleveringen tellende OVA-animeserie, die deel uitmaakt van de Gundam-franchise. De OVA speelt zich af tijdens de eenjarige oorlog, ofwel tijdens de serie Mobile Suit Gundam, en toont de gebeurtenissen van deze oorlog door de ogen van gewone soldaten in plaats van de Newtype aces.
Het eerste deel van de OVA werd in 1996 uitgegeven, en het laatste deel in 1999. De eerste 11 afleveringen werden ook uitgezonden op Cartoon Network in 2001. Alleen de aflevering "Last Resort" werd niet getoond op Cartoon Network daar in deze afleveringen kindsoldaten werden gerekruteerd.

## Verhaal
Het is het jaar UC 0079. De Aardse Federatie en de Principality of Zeon vechten een harde guerrilla-oorlog met elkaar uit in de jungles van Zuidoost-Azië in de hoop het gebied en de grondstoffen in handen te krijgen. Zeons troeven in de oorlog zijn een experimentele Gundam en diens piloot, Aina Sahalin. Ondertussen krijgt de Federatie versterking in de vorm van Shiro Amada, de nieuwe commandant van het 08th MS Team.
Aina en Shiro kennen elkaar van een reddingsmissie in de ruimte, en delen in het geheim een relatie. Wanneer uitkomt dat Aina de piloot is van een van Zeon's nieuwste wapens, wordt Shino door zijn relatie met haar aangezien voor een verrader en gearresteerd. De Federatie biedt Shiro de kans om zijn loyaliteit te bewijzen. Hij moet het 08th MS Team meenemen naar diep in het door Zeon veroverde gebied om Zeons geheime basis te vinden. Met Zeon in het nauw gedreven en Shiro en zijn team als enige hoop voor de Federatie, moeten zowel Shiro als Aina bepalen waar hun loyaliteit in werkelijkheid ligt: bij elkaar, of bij hun legers.

## Achtergrond
The 08th MS Team was een van de meest realistische incarnaties van de Gundamseries. Enkele van de voertuigen waren ontworpen om praktischer over te komen. Ook zijn de Gundams in de OVA niet de vrijwel onoverwinnelijke machines uit de andere series. In plaats daarvan lopen ze vaak zware schade op, ook in gevechten met zwakkere tegenstanders. Zelfs een vuurwapen kan in deze OVA een Gundam neerhalen, iets wat nooit voorkwam in de overige series. De Gundams worden ook maar zelden zo genoemd. In plaats daarvan wordt gesproken over mobiele pakken. De Gundams zijn in de OVA wapens die via massaproductie worden geproduceerd.
Ook de vaardigheden van de piloten zijn in de OVA duidelijk minder dan in andere series. Zo zijn ze bijvoorbeeld een stuk onervarener. In de serie komen geen Newtypes voor Ook is veel van de politieke achtergrond uit de originele Gundamserie weggelaten uit de OVA. In plaats daarvan speelt de psychologie van de soldaten van beide strijdende partijen een grote rol in de serie.
De personages gebruiken regelmatig vooraf besproken gevechtstechnieken. Dit is eveneens een nieuw element, daar in voorgaande Gundamseries de personages vaak gewoon elkaar te lijf gingen.

## Afleveringen
1. War for Two (二人だけの戦争, Futari Dake no Sensō)
2. Gundams in the Jungle (密林のガンダム, Mitsurin no Gandamu)
3. The Time Limit on Trust (信頼への限界時間, Shinrai he no Genkai Jikan)
4. The Demon Overhead (頭上の悪魔, Zujō no Akuma)
5. The Broken Order to Stand By (破られた待機命令, Yaburareta Taiki Meirei)
6. Battle Line on the Burning Sand (熱砂戦線, Nessa Sensen)
7. Reunion (再会, Saikai)
8. Duty and Ideals (軍務と理想, Gunmu to Risō)
9. Front Line (最前線, Saizensen)
10. The Shuddering Mountain, Part I (震える山(前編), Furueru Yama (Zenpen))
11. The Shuddering Mountain, Part II (震える山(後編), Furueru Yama (Kōhen))
12. Last Resort (ラスト・リゾート, Rasuto Rizōto)

## Compilatiefilm
In 1998 werd Mobile Suit Gundam: The 08th MS Team omgezet naar de compilatiefilm Mobile Suit Gundam: The 08th MS Team Miller's Report. De film draait vooral om de scène waarin Shiro Amada voor de krijgsraad komt. De film bestaat dan ook voornamelijk uit beeldmateriaal van afleveringen zeven en acht.
De film heeft tevens een hoop nieuw beeldmateriaal, en introduceert een nieuw personage: Alice Miller, een onderzoeker van de federatie. De film knoopt de gebeurtenissen uit afleveringen acht en negen aan elkaar, welke aanvankelijk niet goed op elkaar aansloten.